# Oude Markt (Enschede)
De Oude Markt is een plein in het centrum van de Nederlandse stad Enschede. In het midden van het plein staat de Grote Kerk, met daarvoor een monument dat herinnert aan de stadsbrand in 1862.
Naast de Jacobuskerk zijn er aan het plein hoofdzakelijk horecabedrijven gevestigd.
De Oude Markt staat bekend om zijn vele terrassen en de evenementen die er worden gehouden.
Het plein is het middelpunt van het uitgaansgebied in Enschede.
Van 18 tot en met 24 december 2012 stond op de Oude Markt het Glazen Huis voor de actie 3FM Serious Request 2012. 

## Afbeeldingen

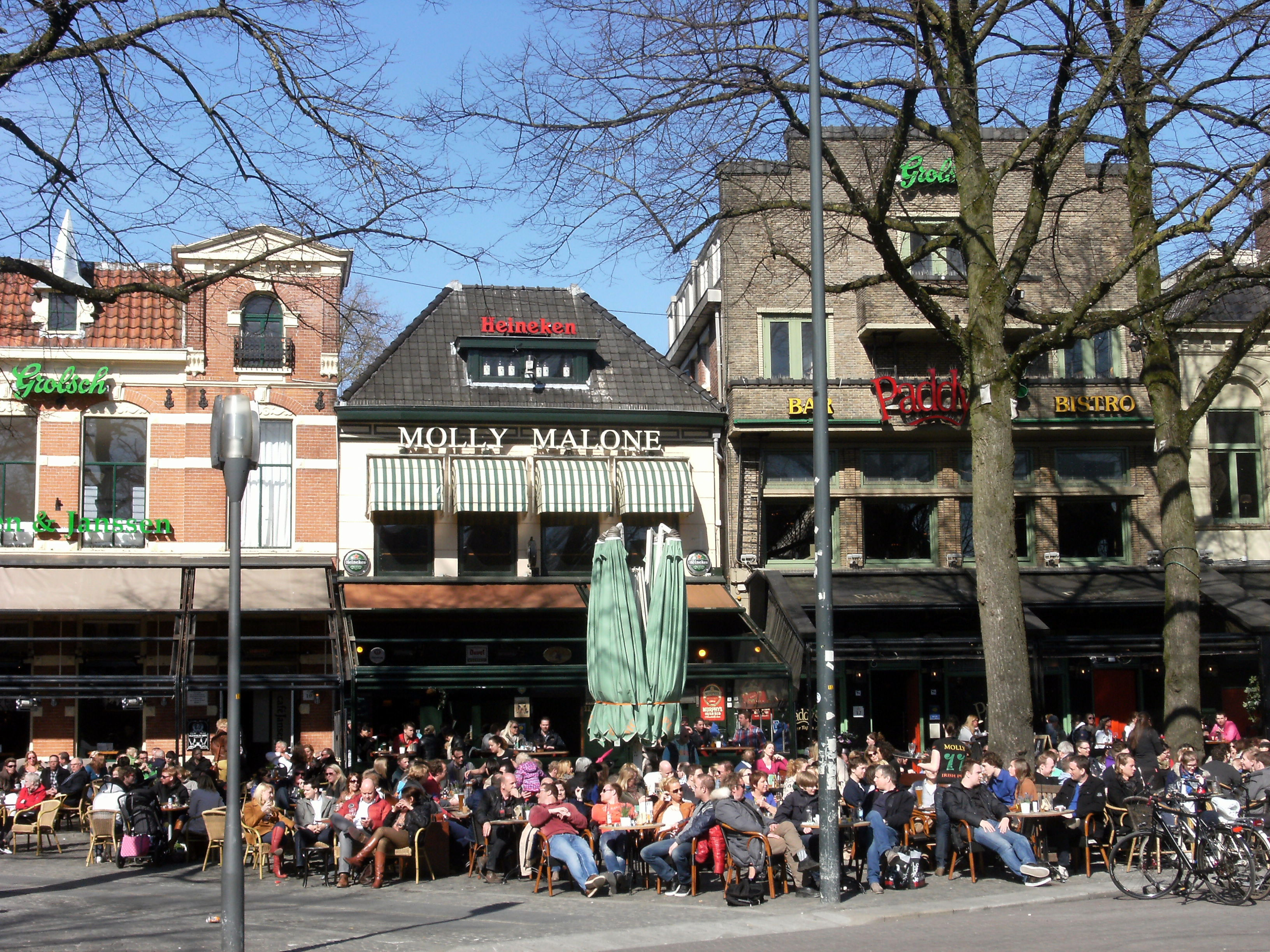
Terrasjes
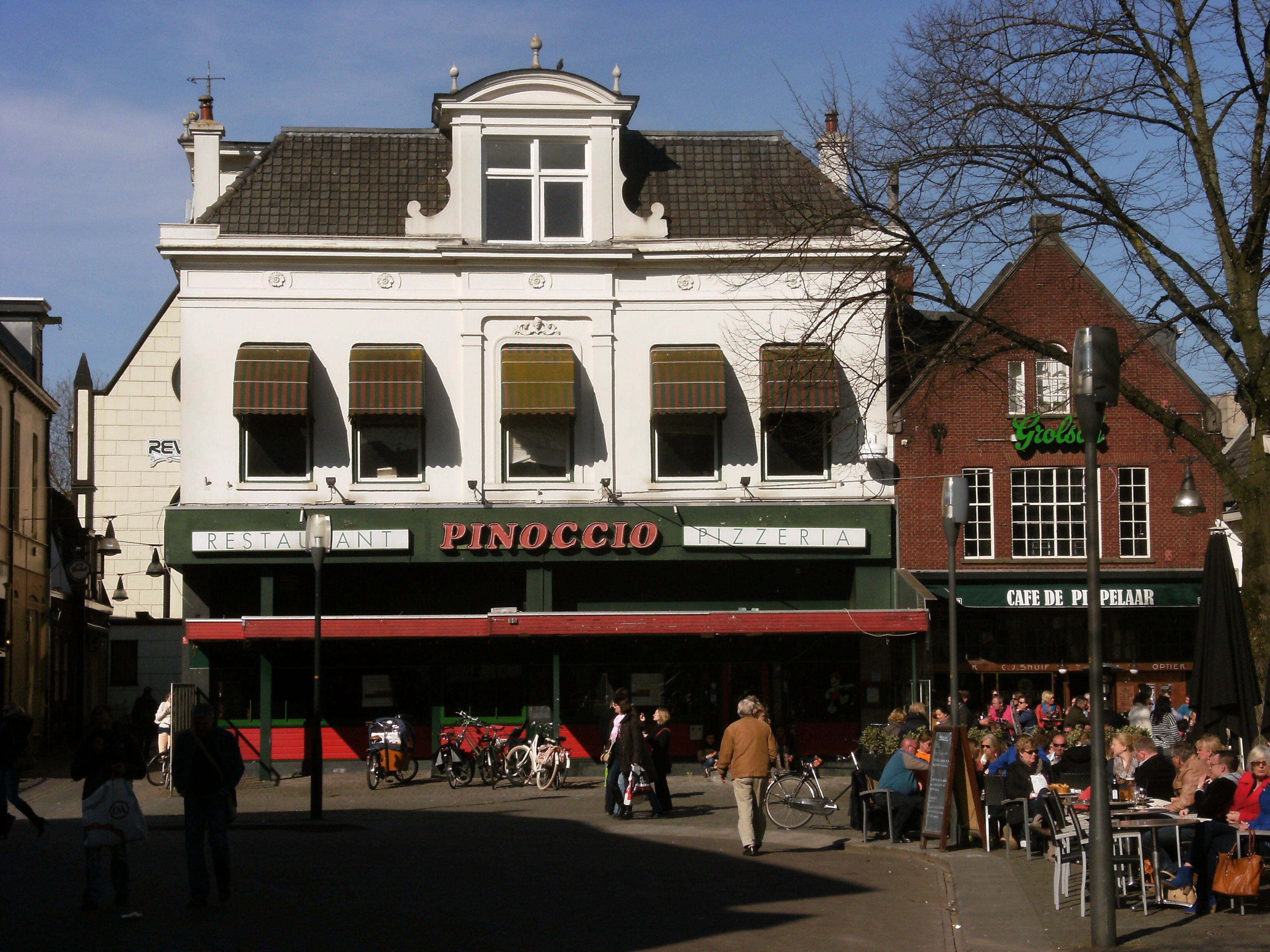
Horeca
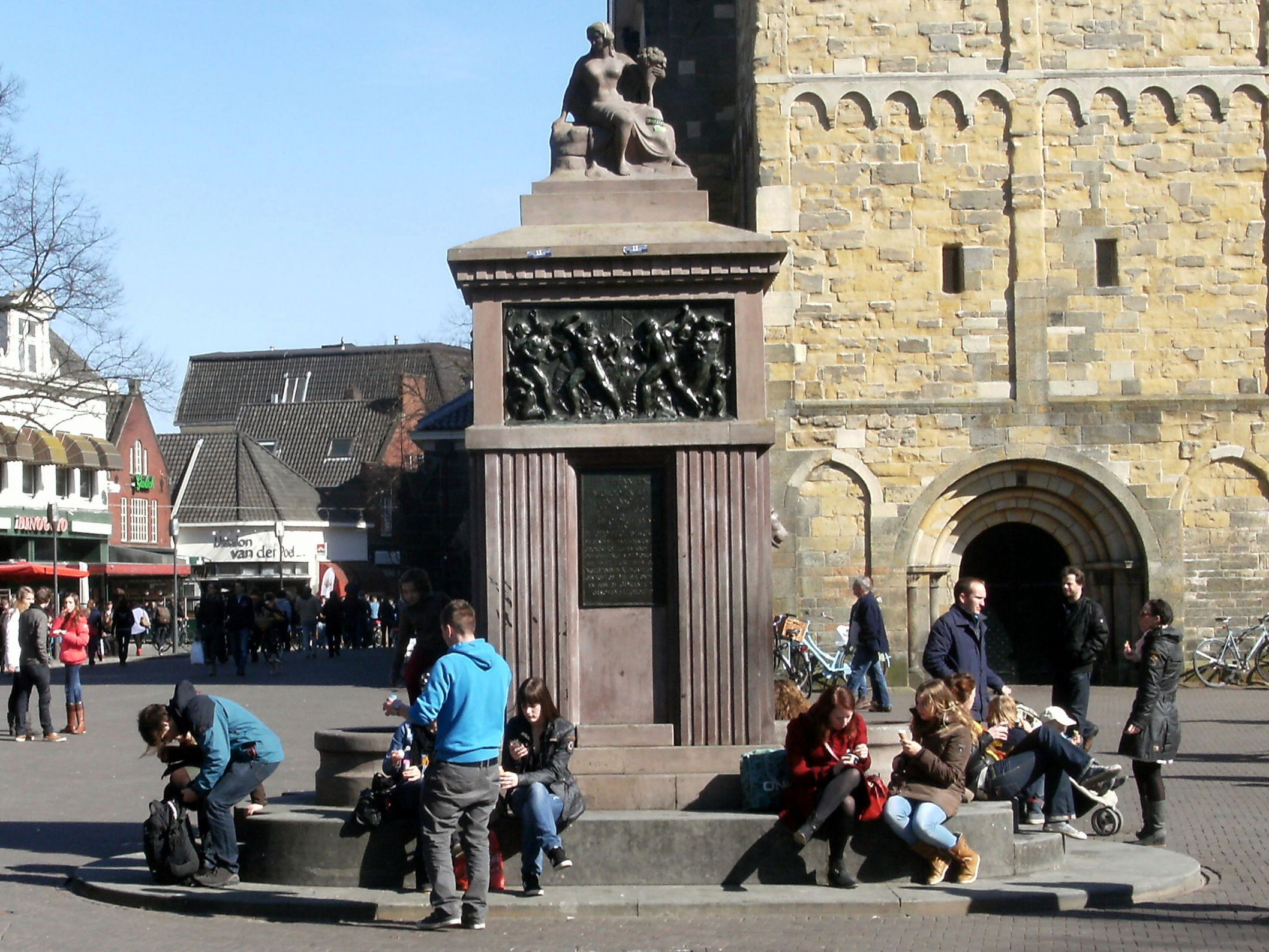
Brandmonument